# Problema del taglio della torta
Il problema del taglio della torta è un problema di divisione corretta che coinvolge risorse eterogenee, come una torta con diversi ornamenti e che si assume 
possa essere "divisibile": è possibile tagliare arbitrariamente piccole fette di essa senza distruggerne il valore. La risorsa deve essere divisa tra partner che hanno diverse preferenze in parti differenti della torta (esempio: alcuni preferiscono la fetta con la guarnizione in cioccolato, altri la parte con le ciliegie, alcuni voglio la fetta più grande possibile). La divisione dovrebbe essere corretta in maniera soggettiva, in modo che ogni persona riceva la parte che pensa sia giusta.
La torta è una metafora, il problema si applica alla divisione di risorse come appezzamenti di terreno, spazi pubblicitari o tempi di trasmissione.
Il problema è stato introdotto da Hugo Steinhaus dopo la seconda guerra mondiale ed è ancora oggi oggetto di ricerca in matematica, informatica, economia e scienze politiche

## Requisiti
- Requisiti di giustezza
- Requisiti geometrici
- Requisiti addizionali

## Risultati
- 2 persone - Divisione libera dall'invidia e proporzionale
- Divisione proporzionale
  - Procedura dell'ultimo diminutivo
  - Procedura di taglio movente di Dubins–Spanier Moving
  - Protocollo di Fink
  - Protocollo di Even–Paz
  - Protocollo di Edmonds–Pruhs
  - Protocollo di divisione della terra di Hill–Beck
- Divisione libera dall'"invidia"
  - Procedura dei coltelli mobili di Stromquist
  - Procedura di Selfridge–Conway discreta
  - Protocollo di Simmons
  - Procedura dei coltelli mobili di Brams–Taylor–Zwicker
- Divisione efficiente
- Divisione giusta ed efficiente